# اکلاسیس ازراس
اکلاسیس ازراس (به لاتین: Aklasis Ežeras) یک منطقهٔ مسکونی در لیتوانی است که در شهرستان کاوناس واقع شده‌است.

## خصوصیات
اکلاسیس ازراس ۱۱۴ نفر جمعیت دارد.